# イベス・サモラ
イベス・サモラ・シルバ（Ibeth Zamora Silva、1989年2月6日 - ）は、メキシコのプロボクサー。メヒコ州サン・クリストバル・ウイチョチトラン出身。元WBA女子世界ミニマム級暫定王者、元WBC女子世界ライトフライ級王者、元WBC女子世界フライ級王者。世界3階級制覇王者。

## 来歴
2007年5月5日、メテペクでアナ・アラソラと対戦し、3-0の判定勝ちを収めデビュー戦を白星で飾った。
2007年8月2日、メキシコシティでエスメラルダ・モレノと対戦し、2-1の判定勝ちを収めた。
2008年2月23日、サン・クリストバル・ウイチョチトランでエスメラルダ・モレノとメキシコフライ級暫定王座決定戦を行い、プロ初黒星となる0-3の判定負けを喫し王座獲得に失敗、6ヵ月ぶりの再戦で雪辱を許した。
2008年4月26日、サン・マテオ・アテンコで神田桃子と対戦し、4回判定勝ちを収め再起を果たした。
2008年6月7日、トルーカでジェシカ・チャベスと対戦し、6回判定勝ちを収めた。
2008年11月21日、ネサワルコヨトルでアナベル・オルティスが持つメキシコ女子ライトフライ級王座に挑戦し、10回判定勝ちを収め王座獲得に成功した。
2009年8月8日、モンテビデオでジェシカ・ボップが持つWBA女子世界ライトフライ級王座に挑戦し、0-3の判定負けを喫し王座獲得に失敗した。
2009年9月5日、パナマシティのアレナ・ロベルト・デュランでアナ・フェルナンデスとWBA女子世界ミニマム級暫定王座決定戦を行い、3-0の判定勝ちを収め王座獲得に成功した。
2009年10月31日、トルーカでマリソル・モリーナと対戦し、プロ初のKO勝ちとなる3回1分50秒TKO勝ちを収めWBA女子世界ミニマム級暫定王座の初防衛に成功した。
2010年6月24日、メキシコシティで自身の持つWBA女子世界ミニマム級暫定王座と空位のWBC女子世界ミニフライ級ユース王座を懸けパトリシア・ヘルナンデスと対戦し、2回1分12秒TKO勝ちを収めWBA女子世界ミニマム級暫定王座の2度目の防衛に成功、WBC女子世界ミニフライ級ユース王座の獲得にも成功した。
2010年7月17日、トゥストラ・グティエレスでリンダ・サンチェスと対戦し、2-0の判定勝ちを収めWBC女子世界ミニフライ級ユース王座の初防衛に成功した。
2010年10月16日、メキシコシティでマイェラ・ペレスと対戦し、5回1分41秒TKO勝ちを収めWBC女子世界ミニフライ級ユース王座の2度目の防衛に成功した。
2011年1月8日、メキシコシティでナンシー・フランコと対戦し、6回57秒TKO勝ちを収めWBC女子世界ミニフライ級ユース王座の3度目の防衛に成功した。
2011年4月17日、大阪府豊中市のよみうり文化ホールで多田悦子とWBA女子世界ミニマム級王座統一戦を行い、0-3の判定負けを喫し王座統一に失敗、王座から陥落すると共にサモラが保持していた暫定王座は正規王座に吸収される形で消滅した。
2011年6月11日、メキシコシティでスサーナ・クルス・ペレスとWBC女子世界ライトフライ級ユース王座決定戦を行い、3回48秒TKO勝ちを収めユース王座2階級制覇を果たした。
2011年8月13日、トラルネパントラ・デ・バスでヤクシュリー・ゴードンと対戦し、3回1分26秒TKO勝ちを収めWBC女子世界ライトフライ級ユース王座の初防衛に成功した。
2011年10月22日、メキシコシティでタニア・コスメと対戦し、コスメの6回10秒棄権によりWBC女子世界ライトフライ級ユース王座の2度目の防衛に成功した。
2012年3月3日、メキシコシティでグアダルーペ・バウティスタと対戦し、3-0の判定勝ちを収めWBC女子世界ライトフライ級ユース王座の3度目の防衛に成功した。
2012年4月21日、オコヨアカクでジェシカ・ネリー・プラタと対戦し、1-2の判定負けを喫しWBC女子世界ライトフライ級ユース王座の4度目の防衛に失敗、王座から陥落した。
2012年6月2日、グアダラハラでイルマ・サンチェスとノンタイトル10回戦を行い、1-2の判定負けを喫し再起に失敗した。
2013年1月12日、メキシコシティでフレディ・ゴンザレスとノンタイトル8回戦を行い、3-0の判定勝ちを収め再起を果たした。
2013年3月3日、後楽園ホールで柴田直子とWBC女子世界ライトフライ級王座決定戦を行い、2-1の判定勝ちを収め2階級制覇を果たした。
2013年6月29日、アパチンガンでマリセラ・キンテロと対戦し、8回2分0秒、キンテロの棄権によりWBC女子世界ライトフライ級王座の初防衛に成功した。
2013年10月26日、トルーカでアバ・ナイトと対戦し、3-0の判定勝ちを収めWBC女子世界ライトフライ級王座の2度目の防衛に成功した。
2014年11月22日、トルーカでジェシカ・チャベスと対戦し、3-0の判定勝ちを収めWBC女子世界ライトフライ級王座の3度目の防衛に成功した。
2015年3月21日、メキシコでスリ・タピアとノンタイトルで対戦し、3-0の判定で勝利。
2015年5月23日、Jolene Blackshearと対戦し、TKOで4度目の防衛に成功。
2015年9月5日、元WBC女子世界ライトフライ級王者エスメラルダ・モレノを3-0の判定で降し5度目の防衛に成功
2016年3月19日、メキシコシティ近郊メテペックにて元WBA女子世界ライトミニマム級・WBC女子世界ミニフライ級王者安藤麻里を指名挑戦者として迎え6回52秒TKO勝利で7度目の防衛に成功。
その後も防衛を重ねたが2017年4月22日、メヒコ州メテペクでエスメラルダ・モレノと対戦し、10回判定負けで10度目の防衛に失敗し王座から陥落した。
2017年10月21日、Isabel Millanを破り再起成功。
2018年5月26日、メキシコシティでメリッサ・マックモローとWBC女子世界フライ級王座決定戦に挑み、10回3-0判定で勝利し3階級制覇達成。
2018年11月17日、プエブラにてチャオズ箕輪を対戦相手に迎え、10回3-0判定で下し初防衛成功。
2020年12月19日、Gabriela Sanchez Saavedraを破りWBCフライ級王座2度目の防衛成功。
2021年6月19日、アメリカ・テキサス州にてマーレン・エスパーザに10回0-3判定で敗れ王座陥落。
2023年9月10日、WBC女子世界フライ級暫定王座決定戦として元正規王者のケニア・エンリケスと対戦も、0-3判定で敗れる。

## 獲得タイトル
- メキシコ女子ライトフライ級王座
- WBA女子世界ミニマム級暫定王座
- WBC女子世界ミニフライ級ユース王座
- WBC女子世界ライトフライ級ユース王座
- WBC女子世界ライトフライ級王座
- WBC女子世界フライ級王座